# Danzel
Danzel, artiestennaam van Johan Waem (Beveren 9 november 1976), is een Belgische zanger die vooral bekend is geworden in de Oostbloklanden en sinds 2004 enorm populair is in Polen. Sinds zijn deelname aan Idool 2003, waar hij het tot de halve finale bracht, is het voor hem in België echter een bescheiden succes gebleven. Danzel is ook bekend in Rusland maar heeft deze carrière moeten opgeven.

## Biografie
Aanvankelijk was Waem zanger-bassist van de nederpopband Scherp op Snee en deed hij ook de achtergrondzang bij de L.A. Band. Hij werkte enige tijd in een karaokebar te Beveren-Waas.
In 2003 deed hij mee aan het talentenjachtprogramma Idool 2003. Hierna maakte hij zijn debuut met het liedje Pump It Up!, een remake van een nummer van de Black & White Brothers. Met een beperkte oplage op vinyl kreeg hij aandacht in andere landen, zoals Frankrijk. Naast Pump It Up! kwam ook You Are All of That uit.
In september 2004 kwam het album The Name of the Jam in de winkel, in 2008 gevolgd door Unlocked.
Danzel verscheen ook als gastartiest op het in november 2007 uitgekomen soloalbum Registrated van Regi Penxten, om precies te zijn in het nummer What Is Life.

## Pools televisieprogramma
Danzel was in 2021 de eerste internationale kandidaat en winnaar van de Poolse versie van het televisieprogramma Your Face Sounds Familiar. Hij imiteerde gedurende een aantal weken verschillende artiesten, zoals James Hetfield van Metallica en Tina Turner. Hij schonk het prijzengeld van 100.000 zloty aan een Oekraïens meisje dat een operatie aan haar handen moest ondergaan. De kosten liepen op tot 10.000 zloty per vinger.

## Discografie

### Albums
| Album met hitnotering(en) in de Vlaamse Ultratop 200 albums | Datum van verschijnen | Datum van binnenkomst | Hoogste positie | Aantal weken | Opmerkingen |
| ----------------------------------------------------------- | --------------------- | --------------------- | --------------- | ------------ | ----------- |
| The name of the jam!                                        | 2004                  | 02-10-2004            | 47              | 4            |             |
| Unlocked                                                    | 25-08-2008            | -                     |                 |              |             |

### Singles
| Single met eventuele hitnotering(en) in de Nederlandse Top 40 | Datum van verschijnen | Datum van binnenkomst | Hoogste positie | Aantal weken | Opmerkingen                 |
| ------------------------------------------------------------- | --------------------- | --------------------- | --------------- | ------------ | --------------------------- |
| Pump it up!                                                   | 2004                  | 27-03-2004            | 34              | 6            | Nr. 30 in de Mega Top 50    |
| Pump it up! (Remix)                                           | 2004                  | 23-10-2004            | 16              | 7            | Nr. 16 in de Mega Top 50    |
| You are all of that                                           | 28-01-2005            | -                     |                 |              | Nr. 61 in de Single Top 100 |
| Put your hands up in the air!                                 | 29-08-2005            | -                     |                 |              | Nr. 77 in de Single Top 100 |

| Single met hitnotering(en) in de Vlaamse Ultratop 50 | Datum van verschijnen | Datum van binnenkomst | Hoogste positie | Aantal weken | Opmerkingen                 |
| ---------------------------------------------------- | --------------------- | --------------------- | --------------- | ------------ | --------------------------- |
| Pump it up!                                          | 2004                  | 14-02-2004            | 8               | 19           |                             |
| You are all of that                                  | 2004                  | 28-08-2004            | 9               | 14           |                             |
| Home again                                           | 2004                  | 04-12-2004            | tip2            | -            | Nr. 28 in de Radio 2 Top 30 |
| Put your hands up in the air!                        | 2005                  | 04-06-2005            | 34              | 5            |                             |
| My arms keep missing you                             | 2006                  | 22-04-2006            | 15              | 10           | met DJ F.R.A.N.K.           |
| You spin me round (Like a record)                    | 2007                  | 18-08-2007            | 32              | 7            |                             |
| Clap your hands                                      | 07-07-2008            | 12-07-2008            | tip14           | -            |                             |
| Under arrest                                         | 22-03-2010            | 29-05-2010            | 30              | 7            |                             |
| You make me happy                                    | 05-03-2012            | 31-03-2012            | 40              | 2            | met DJ Rebel                |

- Biblioteca Nacional de España: XX4956940
- Bibliothèque nationale de France: cb145727024 (data)
- Gemeinsame Normdatei: 135376017
- International Standard Name Identifier: 0000 0003 6860 5340
- MusicBrainz: bd6578d1-ee4f-48ba-84d3-70f4f94db11a
- Nationale Bibliotheek van Tsjechië: xx0028815
- Système universitaire de documentation: 083048405
- Virtual International Authority File: 64250232
- WorldCat: E39PBJq6XqdpcVHwHhtdT7yyBP